# Малколм Вільямсон
Малколм Бенджамін Вільямсон (англ. Malcolm Benjamin Williamson; 18 вересня 1893, Сідней — 2 березня 2003, Кембридж) — австралійський композитор, піаніст і органіст.
У 1944—50 роках навчався композиції у Ю. Гуссенса у Сіднейській консерваторії. З 1953 року (з перервами) жив у Лондоні. Мистецтво гри на органі і фортепіано вивчав під керівництвом Е. Лютьєнс і Е. Стайна. Виступав як піаніст і органіст. У 1961—62 роках читав лекції у Школі драматичного мистецтва у Лондоні, а також у ряді університетів і коледжів.
У 1976 році нагороджений орденом Британської імперії (командор ордена Британської імперії), у 1987 — орденом Австралії (офіцер ордена Австралії).
Твори
- опери — Наша людина в Гавані (Our man in Havana, за Гремом Гріном, 1963, Лондон), Щасливий принц (The happy prince, за Оскаром Уайльдом, 1965, Фарнем), Юлій Цезар Джоуна (1965, Лондон) та інші;
- балети, у тому числі Виставка (The display, 1964, Аделаїда);
- кантата Світло і морок (The brilliant and the dark, 1966);
- для оркестру — 2 симфонії (1956, 1969), симфонічні варіації (1961), concerto grosso (1965) та інші;
- концерти з оркестром — 3 для фортепіано (1958—1962), для скрипки (1964), органу (1961);
- камерно-інструментальні ансамблі;
- твори для органу, для фортепіано;
- вокальні твори;
- музика до кінофільмів.